# 到撝
到撝（とう き、433年 - 490年）は、南朝宋から斉にかけての人物。字は茂謙。本貫は彭城郡武原県。宋の驃騎将軍到彦之の孫にあたる。

## 経歴
宋の驃騎従事中郎の到仲度の子として生まれた。建昌公の爵位を嗣いだ。太学博士を初任とし、奉車都尉に任じられた。延陵県令を代行したが、志を得ず官を去った。新安王北中郎行参軍に任じられたが、公務の失敗のために免官された。景和元年（465年）、新安王撫軍参軍に任じられたが、受けないうちに新安王劉子鸞が殺害されたため、尚書左民郎中を兼ねた。同年（泰始元年）、宋の明帝が即位すると、到撝は功臣の孫として、太子洗馬に抜擢された。王景文の下で安南諮議参軍に任じられた。
到撝の資産は豊富で、邸宅と庭園は建康で第一といわれ、妓妾たちはみな上品で美しかった。明帝が到撝の愛妓の陳玉珠の身柄を求めたが、到撝は渡そうとせず、明帝が無理矢理に彼女を奪ったため、到撝は明帝を怨んだ。明帝は官に命じて到撝の罪を誣告させ、廷尉に送付して殺させようとした。到撝は獄に入って、数晩のうちにヒゲがすっかり白くなった。死を免れたが、封号は剥奪されて弟の到賁に与えられた。到撝は羊希の下で寧朔府参軍となり、劉韞の下の輔国参軍に転じ、さらに王景文の下の鎮南参軍に任じられたが、いずれも病と称して就任しなかった。まもなく明威将軍の号を受け、そのまま桂陽王征南参軍に任じられ、通直郎に転じたが、解職された。明帝の死後、弟の到賁が到撝の封号を戻すよう求めると、朝廷はこれを許した。到撝は司徒左西属に転じたが、また受けず、連年にわたって家にあった。
到撝の弟の到遁は、元徽年間に寧遠将軍・輔国長史・南海郡太守となり、広州にあった。昇明元年（477年）、沈攸之が乱を起こし、広州刺史の陳顕達が朝廷側について起兵すると、到遁は決断しないでいるうちに殺害された。到撝は弟の死を聞くと恐れて、蕭道成のもとを訪れて帰順の遅かったことを謝罪し、蕭賾の下で中軍諮議参軍となった。建元元年（479年）、斉が建国されると、到撝は司徒右長史に転じた。永嘉郡太守として出向し、黄門郎となったが、解任された。建元4年（482年）、蕭賾（斉の武帝）が即位すると、到撝は太子中庶子に任じられたが、受けなかった。長沙王中軍長史となり、ついで司徒左長史に任じられた。
永明元年（483年）、輔国将軍の号を加えられ、御史中丞に転じた。武帝が丹陽郡に幸して宴会を開くと、到撝は帝との旧交をたのんで馴れ馴れしく無礼な態度を取ったため、左丞の庾杲之による糾弾を受けた。永明3年（485年）、再び司徒左長史となり、左衛将軍に転じた。隨郡王蕭子隆が彭城郡太守を兼ねると、到撝は官吏に弾劾を受けて、免官された。長らくを経て、無冠のまま御史中丞の職務をつとめた。臨川王驃騎長史に転じ、また司徒左長史となった。五兵尚書に転じ、輔国将軍・廬陵王中軍長史として出向した。母が死去したため、官を去った。
永明8年（490年）、服喪の終わらないうちに死去した。享年は58。
子の到沆が後を嗣いだ。

## 伝記資料
- 『南斉書』巻37 列伝第18
- 『南史』巻25 列伝第15